# Emilstorp
Emilstorp är ett industriområde i stadsdelen Rosengård, Malmö.
Emilstorp ligger mellan Sallerupsvägen och Amiralsgatan, öster om Kontinentalbanan och väster om Scheelegatan. Ett stenhuggeri grundades i området redan i början av 1900-talet, men det var först i början av 1960-talet som området blev fullt industrialiserat. I området finns plåt- och kemikalieindustri, verkstäder, tryckerier och livsmedelsindustri.